# Thesium strictum
Thesium strictum är en sandelträdsväxtart som beskrevs av Berg.. Thesium strictum ingår i släktet spindelörter, och familjen sandelträdsväxter. Inga underarter finns listade i Catalogue of Life.